# Newton (Merseyside)
Newton – wieś w Anglii, w hrabstwie ceremonialnym Merseyside, w dystrykcie metropolitalnym Wirral. Leży 12 km na zachód od centrum Liverpool i 292 km na północny zachód od Londynu. W 2001 miejscowość liczyła 5750 mieszkańców.